# Hillsborough Park
Hillsborough Park è una vasta area adibita a parco pubblico nella zona di Hillsborough, Sheffield, nel South Yorkshire (Inghilterra).

## Descrizione
Collegato con il centro della città da un'apposita fermata della linea gialla Sheffield Supertram, il parco - oggi di proprietà della municipalità di Sheffield - fu creato nel 1897 dalla famiglia Dixon che fece costruire anche l'annessa Hillsborough Hall, oggi adibita a biblioteca.
Annesso al parco, poco distante dal fiume Don, è situato lo Hillsborough Stadium.

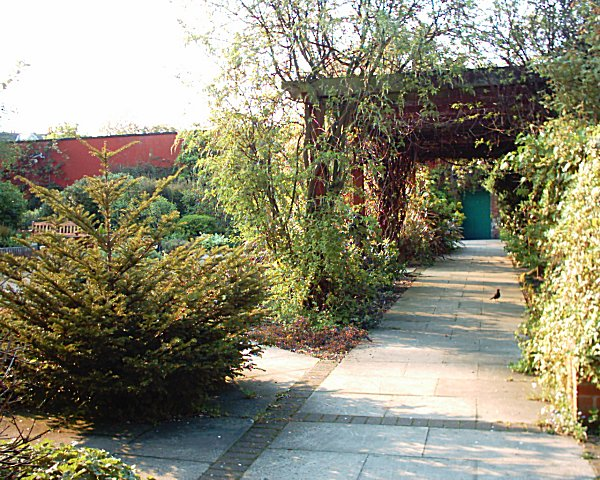
Un viale interno al giardino

Hillsborough Park comprende un piccolo lago per la pesca sportiva, ampi prati e zone di verde con un pavilion (lo Hillsborough Pavilion), un giardino acquatico, attrezzature per lo sport (bocce, corsa, tennis), inclusa un'area multiuso ed un campo da calcio un tempo riservato alle partite interne dello Sheffield F.C., una delle più antiche società calcistiche britanniche. Attualmente, dopo che lo Sheffield F.C. è retrocesso nella Northern Counties East Football League trasferendosi al Bright Finance Stadium di Dronfield, è usato per gli incontri casalinghi della squadra di rugby degli Hillsborough Hawks iscritta alla rugby league.
Sono allo studio ulteriori possibilità di impiego per l'intero parco, recentemente sottoposto a massiccia opera di restauro e recupero.